# حكومة أحمد داود أوغلو الأولى
حكومة أحمد داوود أوغلو الأولى أو حكومة الجمهورية التركية الـ62 (بالتركية: Türkiye Cumhuriyeti 62. Hükümeti) هي الحكومة الثانية والستين في تركيا وبدأت أعمالها في 29 أغسطس 2014 تحت رئاسة أحمد داوود أوغلو، وفي الولاية الثالثة والعشرين للجمعية الوطنية الكبرى التركية ورئيس الجمهورية رجب طيب أردوغان.

## قائمة الوزراء

### الوزراء الحاليين
| الصورة            | الوزير             | المنصب                                                                                 | الحزب                | بداية العهدة  |
| ----------------- | ------------------ | -------------------------------------------------------------------------------------- | -------------------- | ------------- |
| رئيس الوزراء      |                    |                                                                                        |                      |               |
|                   | أحمد داوود أوغلو   | رئيس الوزراء                                                                           | حزب العدالة والتنمية | 29 أغسطس 2014 |
| نواب رئيس الوزراء |                    |                                                                                        |                      |               |
|                   | بولنت ارينج        | نائب رئيس الوزراء ومتحدث باسم الحكومة مكلف بالمؤسسات ومؤسسة الإذاعة والتلفزيون التركية | حزب العدالة والتنمية | 29 أغسطس 2014 |
|                   | علي باباجان        | نائب رئيس الوزراء مكلف بالاقتصاد، والخدمات المصرفية والمالية                           | حزب العدالة والتنمية | 29 أغسطس 2014 |
|                   | نعمان كورتولموش    | نائب رئيس الوزراء مكلف بالشؤون الدينية والعالم التركي                                  | حزب العدالة والتنمية | 29 أغسطس 2014 |
|                   | يلتجين أكدوغان     | نائب رئيس الوزراء مكلف بمكافحة الإرهاب وحقوق الإنسان وقبرص                             | حزب العدالة والتنمية | 29 أغسطس 2014 |
| الوزراء           |                    |                                                                                        |                      |               |
|                   | كينان إيبيك        | وزير العدل                                                                             | حزب العدالة والتنمية | 7 مارس 2015   |
|                   | عائشة نور إسلام    | وزير السياسة الاجتماعية والأسرة                                                        | حزب العدالة والتنمية | 29 أغسطس 2014 |
|                   | فولكان بوزكر       | وزير شؤون الاتحاد الأوروبي                                                             | حزب العدالة والتنمية | 29 أغسطس 2014 |
|                   | فكري إيشك          | وزير العلوم والصناعة والتكنولوجيا                                                      | حزب العدالة والتنمية | 29 أغسطس 2014 |
|                   | فاروق جيليك        | وزير العمل والضمان الاجتماعي                                                           | حزب العدالة والتنمية | 29 أغسطس 2014 |
|                   | إدريس غولوج        | وزير البيئة والتخطيط العمراني                                                          | حزب العدالة والتنمية | 29 أغسطس 2014 |
|                   | مولود تشاويش أوغلو | وزير الشؤون الخارجية                                                                   | حزب العدالة والتنمية | 29 أغسطس 2014 |
|                   | نهاد زيبكجي        | وزير الاقتصاد                                                                          | حزب العدالة والتنمية | 29 أغسطس 2014 |
|                   | تانر يلدز          | وزير الطاقة والموارد الطبيعية                                                          | حزب العدالة والتنمية | 29 أغسطس 2014 |
|                   | عاكف شاغاتاي كلتش  | وزير الشباب والرياضة                                                                   | حزب العدالة والتنمية | 29 أغسطس 2014 |
|                   | محمد مهدي إيكر     | وزير الأغذية والزراعة والثروة الحيوانية                                                | حزب العدالة والتنمية | 29 أغسطس 2014 |
|                   | نور الدين جانيكلي  | وزير الجمارك والتجارة                                                                  | حزب العدالة والتنمية | 29 أغسطس 2014 |
|                   | صباح الدين أوزتورك | وزير الداخلية                                                                          | حزب العدالة والتنمية | 7 مارس 2015   |
|                   | جودت يلماز         | وزير التنمية                                                                           | حزب العدالة والتنمية | 29 أغسطس 2014 |
|                   | عمر جيليك          | وزير الثقافة والسياحة                                                                  | حزب العدالة والتنمية | 29 أغسطس 2014 |
|                   | محمد شيمشك         | وزير المالية                                                                           | حزب العدالة والتنمية | 29 أغسطس 2014 |
|                   | نبي أفشي           | وزير التربية الوطنية                                                                   | حزب العدالة والتنمية | 29 أغسطس 2014 |
|                   | وجدي غونول         | وزير الدفاع الوطني                                                                     | حزب العدالة والتنمية | 3 يوليو 2015  |
|                   | فيصل إيروغلو       | وزير الغابات وإدارة المياه                                                             | حزب العدالة والتنمية | 29 أغسطس 2014 |
|                   | محمد موزن أوغلو    | وزير الصحة                                                                             | حزب العدالة والتنمية | 29 أغسطس 2014 |
|                   | فريدون بلجين       | وزير النقل والبحرية والاتصالات                                                         | حزب العدالة والتنمية | 7 مارس 2015   |

### وزراء سابقون
| الصورة | الوزير      | المنصب             | الحزب                | إنتهاء العهدة |
| ------ | ----------- | ------------------ | -------------------- | ------------- |
|        | بكير بوزداغ | وزير العدل         | حزب العدالة والتنمية | 7 مارس 2015   |
|        | أفكان آلا   | وزير الداخلية      | حزب العدالة والتنمية | 7 مارس 2015   |
|        |             |                    |                      |               |
|        | عصمت يلماز  | وزير الدفاع الوطني | حزب العدالة والتنمية | 1 يوليو 2015  |